# Registre national des lieux historiques dans le comté de Calaveras

Localisation du comté de Calaveras en Californie

Ceci est la liste des lieux historiques inscrits sur le registre national dans le comté de Calaveras en Californie.
C'est censé être une liste exhaustive des propriétés et des districts des  lieux historiques du registre national dans le comté de Butte, en Californie. Les coordonnées de latitude et longitude sont fournies pour la plupart des propriétés et les districts du registre national ; ces localisations peuvent être aperçus sur Google Map.

Il y a 16 propriétés et districts répertoriés sur le registre national dans le comté.

## Liste actuelle
| Position | ID        | Type | Nom                                       | Localisation                       | Ville             | Date d'inscription | Image | Coordonnées                          | Description                        |
| -------- | --------- | ---- | ----------------------------------------- | ---------------------------------- | ----------------- | ------------------ | ----- | ------------------------------------ | ---------------------------------- |
| 1        | 79000471  | NRHP | Altaville Grammar School (en)             | 125 N. Main St.                    | Altaville (en)    | 24 août 1979       |       | 38° 04′ 58″ nord, 120° 33′ 39″ ouest |                                    |
| 2        | 72000220  | NRHP | Angels Hotel (en)                         | Main St. at Birds Way              | Angels Camp       | 24 mars 1972       |       | 38° 04′ 08″ nord, 120° 32′ 44″ ouest |                                    |
| 3        | 85001683  | NRHP | Calaveras County Bank (en)                | 1239 Main St.                      | Angels Camp       | 1er août 1985      |       | 38° 04′ 11″ nord, 120° 32′ 22″ ouest |                                    |
| 4        | 72000221  | NRHP | Calaveras County Courthouse (en)          | Main St.                           | San Andreas       | 28 février 1972    |       | 38° 11′ 48″ nord, 120° 40′ 45″ ouest |                                    |
| 5        | 15000767  | NRHP | Calaveritas Creek Bridge                  | Calaveritas Rd. at Calaveritas Cr. | Calaveritas (en)  | 6 novembre 2015    |       | 38° 09′ 22″ nord, 120° 36′ 35″ ouest |                                    |
| 6        | 100008712 | NRHP | Chinatown Gardens Archaeological District | Adresse restreinte                 | Mokelumne Hill    | 9 mars 2023        |       | 38° 09′ 22″ nord, 120° 36′ 35″ ouest |                                    |
| 7        | 84000759  | NRHP | Sam Choy Brick Store (en)                 | Bird Way                           | Angels Camp       | 20 septembre 1984  |       | 38° 04′ 09″ nord, 120° 32′ 18″ ouest |                                    |
| 8        | 97001588  | NRHP | Copperopolis Armory (en)                  | 695 Main St.                       | Copperopolis      | 30 décembre 1997   |       | 37° 58′ 34″ nord, 120° 38′ 04″ ouest |                                    |
| 9        | 97001587  | NRHP | Copperopolis Congregational Church (en)   | 411 Main St.                       | Copperopolis      | 30 décembre 1997   |       | 37° 58′ 47″ nord, 120° 38′ 16″ ouest |                                    |
| 10       | 73000397  | NRHP | Douglas Flat School (en)                  | NE of Vallecito on SR 4            | Douglas Flat (en) | 24 mai 1973        |       | 38° 07′ 01″ nord, 120° 27′ 11″ ouest |                                    |
| 11       | 92000310  | NRHP | Honigsberger Store (en)                   | 665 Main St.                       | Copperopolis      | 2 avril 1992       |       | 37° 58′ 34″ nord, 120° 38′ 07″ ouest |                                    |
| 12       | 73000398  | NRHP | Murphys Grammar School (en)               | Jones St.                          | Murphys           | 8 juin 1973        |       | 38° 08′ 08″ nord, 120° 27′ 24″ ouest |                                    |
| 13       | 71000134  | NRHP | Murphys Hotel (en)                        | Main and Algiers Sts.              | Murphys           | 23 novembre 1971   |       | 38° 08′ 15″ nord, 120° 27′ 50″ ouest | Aussi connu comme l'hôtel Mitchler |
| 14       | 92000309  | NRHP | Reed's Store (en)                         | 679 Main St.                       | Copperopolis      | 2 avril 1992       |       | 37° 58′ 34″ nord, 120° 38′ 05″ ouest |                                    |
| 15       | 84000760  | NRHP | John J. Snyder House (en)                 | 247 W. St. Charles St.             | San Andreas       | 2 août 1984        |       | 38° 11′ 51″ nord, 120° 41′ 06″ ouest |                                    |
| 16       | 72000222  | NRHP | Thorn House (en)                          | 87 E. St. Charles St.              | San Andreas       | 23 février 1972    |       | 38° 11′ 43″ nord, 120° 40′ 40″ ouest |                                    |
| 17       | 84000764  | NRHP | Utica Mansion (en)                        | 1103 Bush St.                      | Angels Camp       | 31 mai 1984        |       | 38° 04′ 16″ nord, 120° 32′ 32″ ouest |                                    |